# Związki rtęcioorganiczne

Dimetylortęć – pomiędzy atomami węgla i rtęci występuje wiązanie kowalencyjne.

Związki rtęcioorganiczne – grupa związków metaloorganicznych zawierających w cząsteczce atom rtęci połączony z węglem. W warunkach normalnych są cieczami (np. dimetylortęć (CH
3)
2Hg) lub ciałami stałymi (np. difenylortęć (C
6H
5)
2Hg), rozpuszczalnymi w wodzie oraz polarnych rozpuszczalnikach organicznych. Związki rtęcioorganiczne z uwagi na wysoką toksyczność i zdolność bioakumulacji stanowią trwałe zanieczyszczenie środowiska.

## Zastosowanie
Związki rtęcioorganiczne dzięki właściwościom grzybobójczym i bakteriobójczym już w małym stężeniu mają zastosowanie jako konserwanty niektórych kosmetyków oraz preparatów w farmacji. Na skutek licznych incydentów z udziałem rtęci, od lat 70. i 80. XX wieku wiele państw, przede wszystkim rozwiniętych, wydało zalecenia zakazujące produkcji oraz stosowania pestycydów rtęciowych, dalsze ograniczenie emisji rtęci do środowiska związane jest z ratyfikacją Konwencja z Minamaty.
Znanymi rtęcioorganicznymi związkami są: metylortęć, etylortęć, octan fenylortęciowy, dimetylortęć, merkurochrom i boran metylortęci – antyseptyki, tiomersal – konserwant w lekach podawanych dożylnie, oraz niektórych szczepionkach, nitromersol – konserwant antytoksyn oraz wybranych szczepionek.
Rtęć stosowana w farmacji w formie np. tiomersalu jest uważana za bezpieczną dla zdrowia, ponieważ jest metabolizowana do etylortęci, która jest usuwana z organizmu w ciągu tygodnia, w odróżnieniu od metylortęci występującej w owocach morza nieraz w znacznej koncentracji z powodu jej bioakumulacji w łańcuchu pokarmowym i udowodnionym naukowo niekorzystnym wpływie na zdrowie.

## Zagrożenie
Bezpieczna dawka rtęci spożywanej w pożywieniu została ustalona w 2004 roku przez Połączony Komitet Ekspertów ds. Dodatków do Żywności FAO/WHO na 1,6 μg/kg masy ciała w ciągu doby.
Toksyczność rtęci związana jest przede wszystkim z jej postacią chemiczna oraz drogą wnikania do organizmu. Najczęściej rtęć wnika do organizmu przez układ pokarmowy i drogi oddechowe (w przypadku narażenia zawodowego).
Nieorganiczne, jak i organiczne związki rtęci mogą ulegać bioakumulacji głównie w nerkach, wątrobie, dalej w mięśniach, układzie nerwowym, tkance tłuszczowej. Stąd zatrucie związkami rtęcioorganicznymi objawia się m.in. w postaci zaburzeń neurologicznych (m.in. pobudzenie, zaburzenia snu, zaburzenia pamięci, drżenie mięśni, neuropatie, zaburzenie widzenia, słuchu, mowy), uszkodzeniu ulegają m.in. nerki, płuca, serce, tarczyca, wzrasta ryzyko rozwoju cukrzycy typu 2 oraz raka jelita grubego, w ciężkich przypadkach dochodzi do śpiączki.
Głównym źródłem rtęci organicznej dla większości społeczeństw są drapieżne ryby morskie (miecznik, gardłosz, tuńczyk, węgorz) i owoce morza (ośmiornice, kraby), kumulujące wysoce szkodliwą metylortęć oraz wypełnienia amalgamatowe.

## Otrzymywanie
W przemyśle związki rtęcioorganiczne otrzymywane są przez reakcję chlorków alkiloglinowych z chlorkiem rtęciowym:
R
2AlCl + 2HgCl
2 → 2RHgCl + AlCl
3